# Östra Åsele revir
Östra Åsele revir var ett skogsförvaltningsområde inom Härnösands överjägmästardistrikt, Västerbottens län, som omfattade vissa delar av Åsele socken. Det var indelat i sex bevakningstrakter och omfattade 55 456 hektar allmänna skogar (1920), varav 16 kronoparker med en areal av 54 173 hektar.